# Giulio Rubone
Giulio Rubone (1530 – Mantova, 23 luglio 1590) è stato un pittore italiano del Rinascimento, attivo nella seconda metà del Cinquecento.

## Biografia
Epigono di Giulio Romano, svolse la sua opera presso le corti gonzaghesche di Mantova, Sabbioneta e Novellara. Fu chiamato dal duca di Sabbioneta Vespasiano Gonzaga assieme ad altri pittori quali Bernardino Campi, Giovanni da Villa Fiamingo allievo del Tiziano e Giovanni Alberti ad affrescare gli ambienti dei suoi palazzi.
Un documento, datato 24 novembre 1577, informa che il pittore Giulio Rubone si impegnò a completare gli affreschi della loggia del palazzo di Alfonso Gonzaga, marchese di Castel Goffredo, iniziata dal defunto Alessandro da Casalmaggiore. Nello stesso anno operò a corte Castiglioni di Casatico per la nobile famiglia Castiglioni.

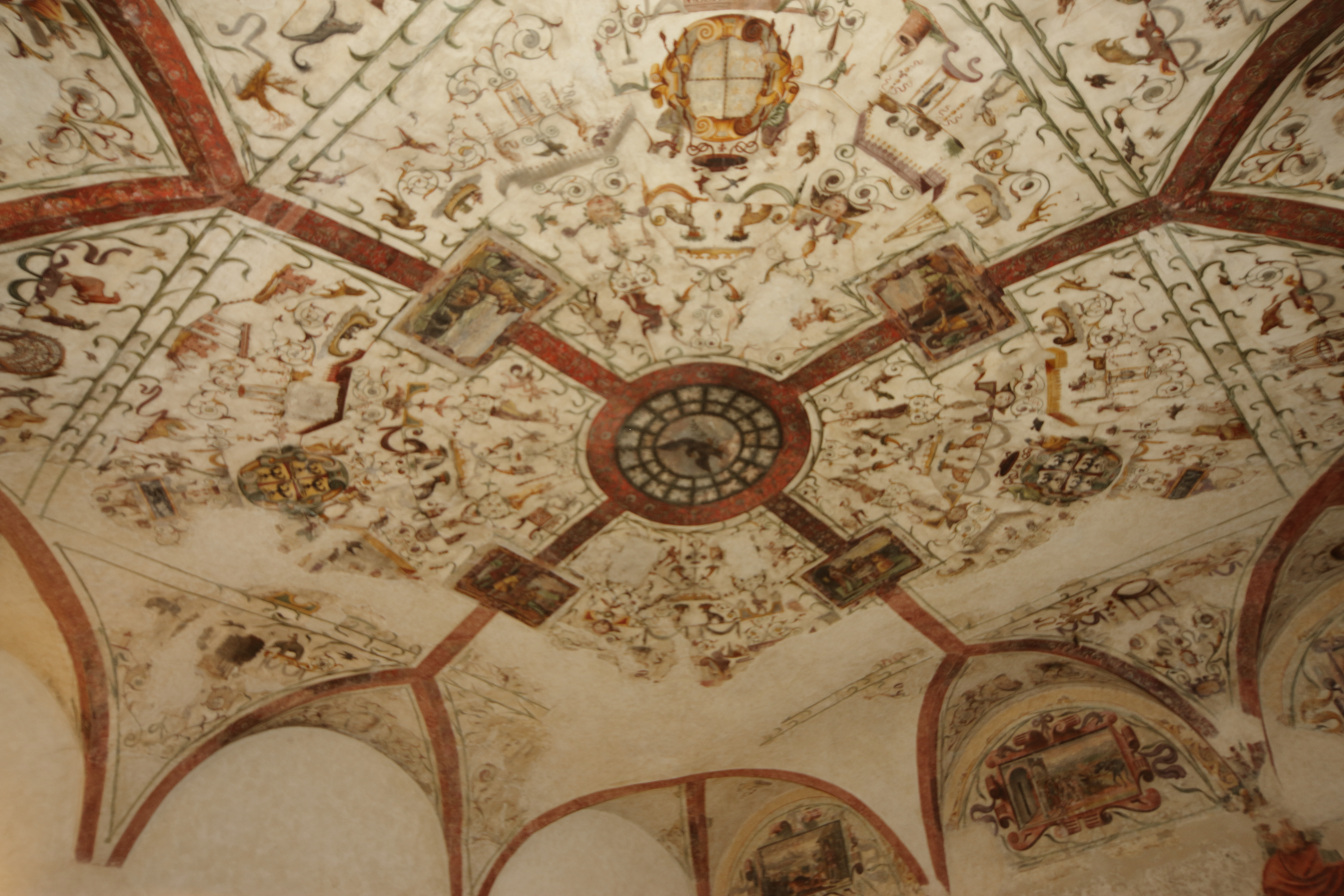
Novellara, Sala del Fico

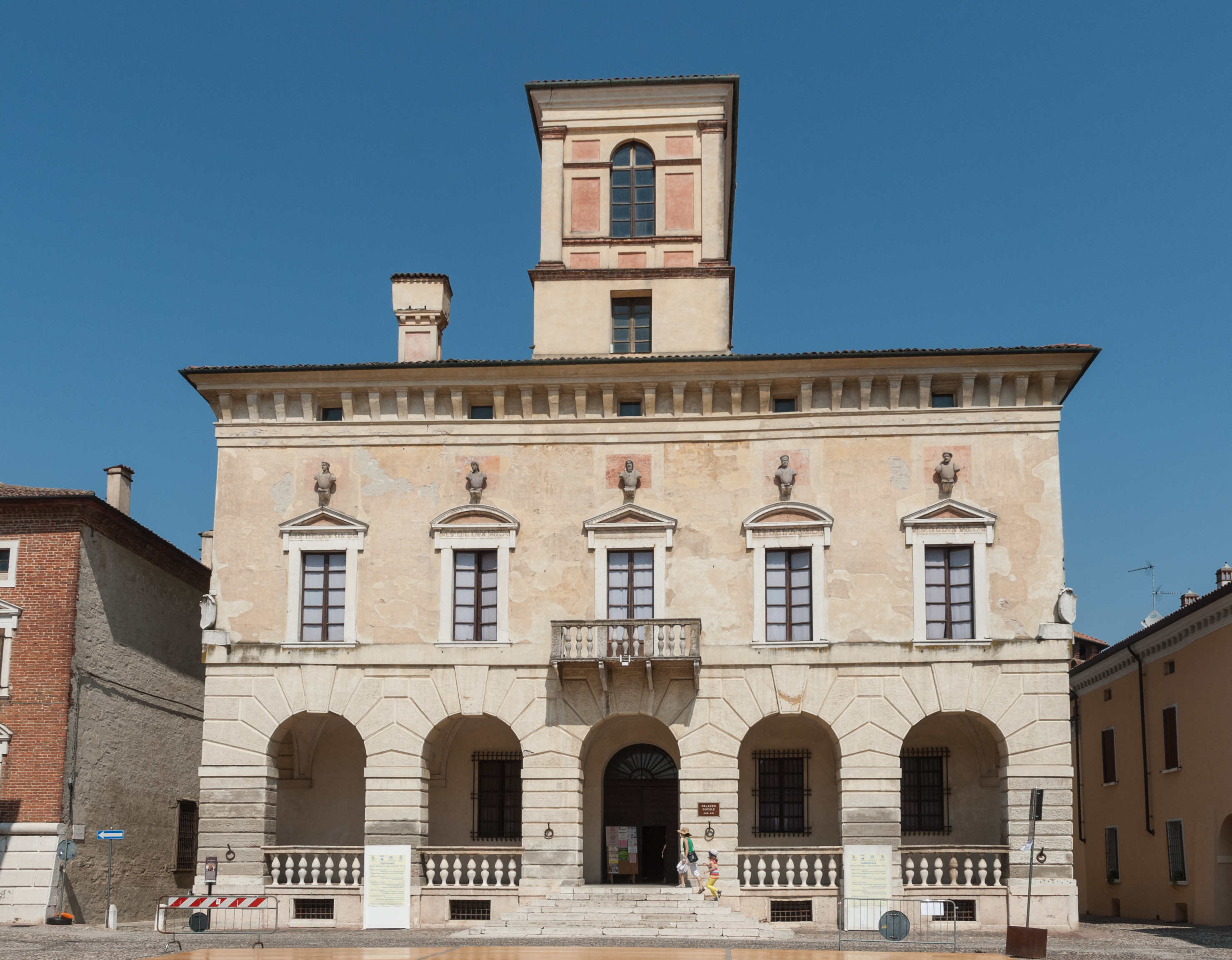
Sabbioneta, Palazzo Ducale

## Opere

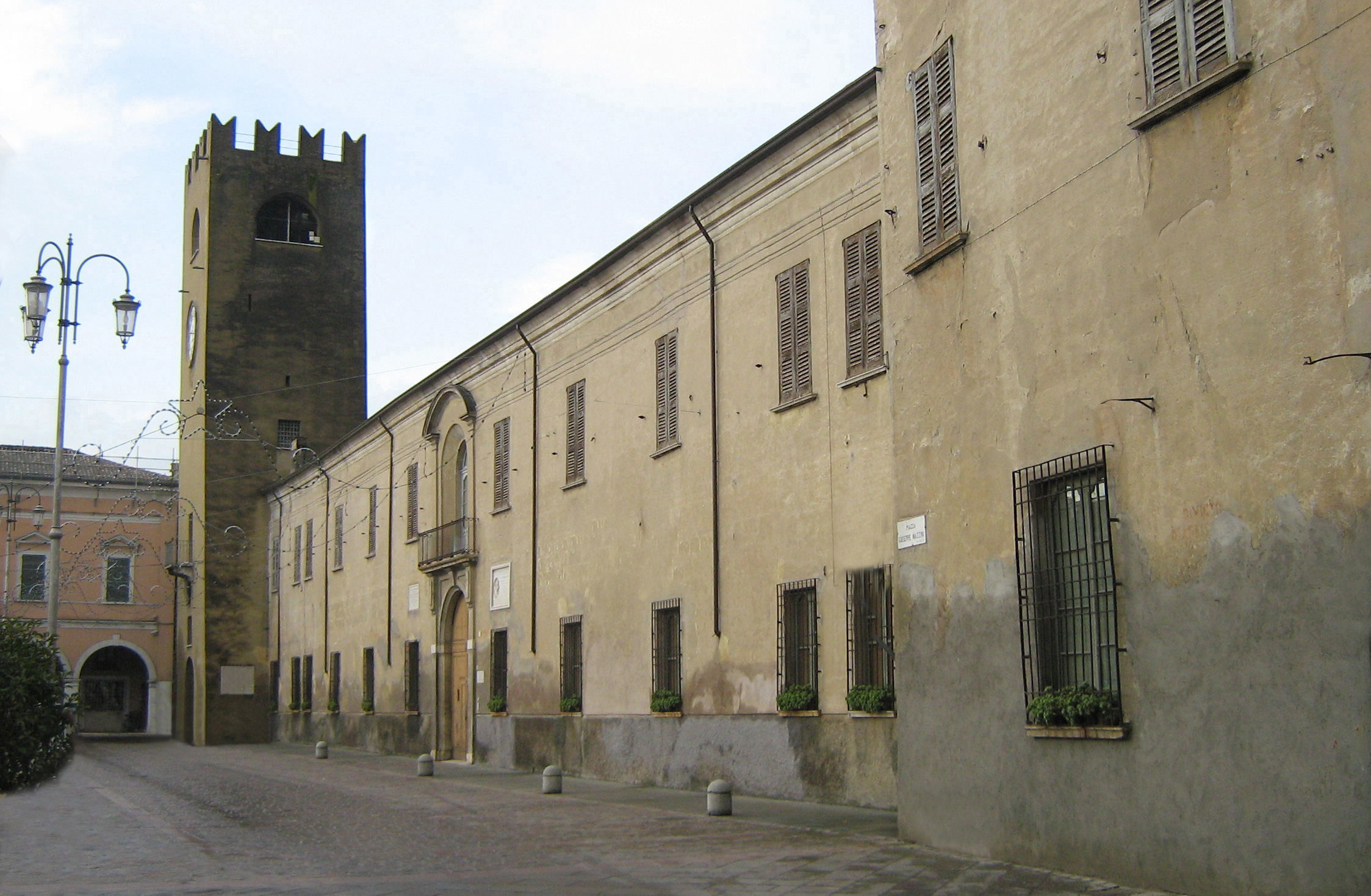
Castel Goffredo, Palazzo Gonzaga-Acerbi

- Il trionfo della Chiesa, affresco, Chiesa di San Francesco a Mantova, 1570[8]
- Sala del Fico, dipinti a secco, Rocca di Novellara, in collaborazione con Domenico Fredino e Giovan Battista Torbido[9]
- Sala di Diana, grottesche, Palazzo Ducale a Sabbioneta[10][11]
- Antica loggia, affreschi, Corte Castiglioni a Casatico (Marcaria), 1576[12]
- Sala dei Cesari, affresco, Palazzo Bonacolsi-Cadenazzi a Mantova[13]
- Sala Nuova, affresco, Palazzo Ducale a Mantova, 1579, per il duca Guglielmo Gonzaga[14]